# Yağdere, Sultanhisar
Yağdere là một xã thuộc huyện Sultanhisar, tỉnh Aydın, Thổ Nhĩ Kỳ. Dân số thời điểm năm 2010 là 461 người.